# Deixis
Deixis is het verschijnsel dat sommige taaluitdrukkingen voor hun interpretatie afhankelijk kunnen zijn van de gebruikssituatie; elementen in een uitspraak of tekst die verwijzen naar de uitingssituatie. Met uitgangssituatie wordt in zeer brede zin de "positie van de spreker in ruimte en tijd" bedoeld. Voorbeelden: "hier" en "daar"; "ik" en "jij", "gisteren" en "morgen" zijn deiktisch. De uitingssituatie, waar men via deiktische elementen naar verwijst, mag niet worden verward met plaats- en tijdselementen die louter binnen de tekst functioneel zijn.
Deixis vormt een onderwerp van studie in de tekstlinguïstiek en de gedragsanalyse.

## Voorbeelden
In de zin 
Vorig jaar rond die tijd ging hij nog op skivakantie, en drie maanden later was hij reeds dood.
is "vorig jaar rond die tijd" een voorbeeld van een deiktisch element, maar "drie maanden later" niet (dat is een coreferentiële uitdrukking).

## Soorten deixis

### Persoonsdeixis
Dit is de verwijzing naar de (aanwezige of afwezige) personen, in het gesprek vaak door middel van ik, je/jij, wij, jullie, u, hij, enzovoort. Specifieke vormen van persoonsdeixis gebeuren in de meeste talen volgens een welbepaalde, min of meer vaste, norm, bijvoorbeeld als men zich voorstelt aan de telefoon: (U spreekt) met Saskia Dhaenens.

### Tijdsdeixis
Dit geschiedt aan de hand van temporele bijwoorden als gisteren, vandaag, morgen, nu, dan, weldra, onlangs, tot voor kort, de namen van de weekdagen, maanden, enzovoort. Ook de tijden van het werkwoord zorgen voor een deiktische verankering van wat men zegt in de uitingssituatie.

### Ruimtedeixis
Ook voor ruimtedeixis staan de taalgebruiker vooral bijwoorden ter beschikking, onder andere hier, daar, hiervandaan, op die plaats, enzovoort. Men spreekt in dit verband ook wel van substitutie of lexicale cohesie. In veel talen zijn bepaalde vormen van ruimtedeixis gelexicaliseerd naargelang men naar iets verwijst dat zich bevindt in de onmiddellijke omgeving van de spreker, in de onmiddellijke omgeving van de toehoorder of iets dat zowel van de spreker als van de toehoorder verwijderd is.

### Tekstdeixis
Men spreekt van tekstdeixis als men naar delen van de tekst zelf verwijst, bijvoorbeeld door middel van verwijzingen naar vorige hoofdstukken.

## Psychologie
In de Relational Frame Theory (RFT), een psychologische theorie over de rol van taal in cognitie en gedrag,  verwijst een zogenaamd deiktisch frame naar een specifiek psychologisch proces waarin een persoon zijn perspectief leert ervaren ten opzichte van anderen, bijvoorbeeld in persoon (ik-jij), in de tijd (toen-nu) en de ruimte (hier-daar). Het gedrag 'deiktisch framen' wordt als essentiële vaardigheid beschouwd om te komen tot bijvoorbeeld empathie (het jezelf in gedachten kunnen verplaatsen in anderen). Deiktisch framen wordt daarom in relatie gebracht met theory of mind (ToM).